# IS (Infinite Stratos)
IS (Infinite Stratos) (jap. IS〈インフィニット・ストラトス〉, IS (Infinitto Sutoratosu)) ist der Titel einer Light-Novel-Reihe, die von Izuru Yumizuru geschrieben wird und von 2009 bis 2012 bei Media Factory erschien und 2013 zu Overlap wechselte. Die die Handlung begleitenden Illustrationen wurden in der Media-Factory-Fassung von Okiura gezeichnet und in der Overlap-Fassung von Choco. Sie erzählt die Geschichte des in der Zukunft lebenden Schülers Ichika Orimura, der als einziger Mann der Welt in der Lage ist, einen Infinite Stratos, eine Art mechanischer Kampfanzug, zu steuern, was sonst nur Frauen vorbehalten ist.
Auf der Light-Novel-Reihe bauen mehrere Manga sowie auch eine Anime-Fernsehserie auf, die vom Studio Eight Bit unter der Regie von Yasuhito Kikuchi entstand.

## Handlung
In einer nahen Zukunft entwarf ein japanischer Wissenschaftler ein mechanisches Exoskelett, das er Infinite Stratos (IS) taufte. Sie sind im Wesentlichen mit Mechas zu vergleichen, jedoch bedecken sie nicht den ganzen Körper. Die Kampffähigkeiten der Träger sollen sich weit von denen herkömmlicher Waffen unterscheiden und stellen damit eine Bedrohung für die Weltordnung dar. Aus diesem Grund wird das Alaska Treaty unterzeichnet, welches festlegt, dass solche Einheiten nie für militärische Zwecke eingesetzt werden und dass die existierende Technologie gleichermaßen unter den unterzeichnenden Nationen aufgeteilt wird. Dies soll verhindern, dass eine Nation die Welt dominieren kann. Einen wesentlich größeren Einfluss hat die Entwicklung der IS jedoch auf die gesellschaftliche Ordnung, da diese Kampfeinheiten aufgrund ihres Aufbaus nur von Frauen kontrolliert werden können. Entsprechend wird die Welt mittlerweile von Frauen dominiert.
Zehn Jahre nach der Entwicklung des ersten IS befindet sich die Welt in einem Zustand stabilen Friedens. Dieser wird jedoch durch die Nachricht zerstört, dass der fünfzehnjährige Junge Ichika Orimura (織斑 一夏, Orimura Ichika) in der Lage ist, einen IS zu bedienen. Auf dieses Potential aufmerksam geworden, wird Ichika von der japanischen Regierung gezwungen, die hoch angesehene Infinite Stratos Academy zu besuchen, an der die besten Piloten der Welt ausgebildet werden. Entsprechend findet er sich in dieser als einzige männliche Person umringt von zahlreichen Schülerinnen wieder.
Als erstes trifft er dabei auf seine ältere Schwester Chifuyu Orimura (織斑 千冬, Orimura Chifuyu), die zu seinem Erstaunen die Aufsicht über die Schulklasse innehat. Sie selbst galt als stärkste IS-Pilotin der ersten Generation, bevor sie sich entschloss, zurückzutreten. Während dieser Zeit nahm sie Ichika bei sich auf, als die Geschwister von ihren Eltern zurückgelassen wurden. Ebenso trifft er auf seine frühe Kindheitsfreundin Hōki Shinonono (篠ノ之 箒, Shinonono Hōki), die sich als Schülerin im gleichen Jahrgang befindet, von ihm aber nicht sofort erkannt wird. Sie hatten sich vor sechs Jahren zuletzt gesehen und Hōki ist entsprechend verärgert. Schließlich hatte er der begeisterten Kendō-Kämpferin versprochen, ihr Freund zu werden, wenn sie die nationale Meisterin werden würde. Jedoch kam es nie dazu, da Hōki an dem Tag zusammen mit weiteren Mitgliedern unter den Schutz der Regierung gestellt wurde. Schließlich war ihre Schwester Tabane an der Entwicklung der IS beteiligt. Seit der Trennung hegt sie eine Groll gegen ihre Schwester als auch gegen Ichika. Brisant wird die Situation, als Hōki feststellen muss, dass sie sich auch noch die Unterkunft mit Ichika teilen muss. Dabei zeigt sie die typischen Verhaltensmuster einer Tsundere. Dennoch ist sie bemüht, Ichika, in den sie heimlich noch immer verliebt ist, zu unterrichten, so dass er seinen IS unter Kontrolle bekommt, was ihm zunächst schwerfällt. Insbesondere ist sein IS auf reinen Nahkampf spezialisiert, weshalb er im Kampf sehr gute Kontrolle benötigt.
Schon sehr bald wird er von der sich als hochnäsig präsentierenden und von sich selbst eingenommenen  Engländerin Cecilia Alcott (セシリア オルコット, Seshiria Orukotto) zu einem Duell herausgefordert. Sie hatte sich vorgenommen, niemals einen schwachen Mann heiraten zu wollen. Insbesondere im Hinblick auf den gesellschaftlichen Stand der Männer ist dies jedoch ein sehr schwieriges Unterfangen. Ebenso kann sie es dadurch nicht akzeptieren, dass Ichika in der Klasse so populär ist. Bei dem Duell muss Ichika schnell einsehen, dass er mit Cecilia eine schwierige Gegnerin hat. Die auf Fernkampf spezialisierte Schülerin lässt ihn nicht nah an sich herankommen und die Schildenergie seines IS wird immer geringer. So droht er, das Duell zu verlieren. Jedoch besitzt sein IS die Fähigkeit, die Schildenergie für einen Spezialangriff zu nutzen, der sie mit einem Treffer außer Gefecht setzen könnte. Dies gelingt ihm. Dennoch wird Cecilia als Siegerin festgehalten, da er seine Schilde zuerst auf einen kritischen Wert reduziert hatte und damit gegen die Regeln verstoßen hatte. Cecilia sieht den Gewinn jedoch als Niederlage und sieht dadurch in Ichika den starken Mann, den sie gesucht hat. Entsprechend ändert sich ihr Auftreten ihm gegenüber drastisch und sie steht nun mit Hōki in Konkurrenz um die Gunst Ichikas.
Nun schon von zwei sich gegenseitig beneidenden Frauen bedrängt, betritt ausgerechnet auch noch Huang Lingyin (凰 鈴音, jap. Fan Rin’in) die Schule. Die sehr jung wirkende Transferschülerin aus China ist überaus glücklich, Ichika zu sehen. Schließlich war sie in der Zeit, als er von Hōki getrennt war, seine beste Freundin. Als er ihr in ihrer alten Schule behilflich war, verliebte auch sie sich in ihn. Zu der Zeit gab er ihr, der Tochter eines Restaurantbesitzers, ebenfalls ein Versprechen – dass er ihr Freund werde, wenn sie gelernt habe, richtig zu kochen. Aber auch an das Versprechen kann er sich in dieser Form nicht mehr erinnern, was bei ihrem eher aggressiven Gemüt sehr schnell in Wut umschlägt. Wie die anderen beiden schafft sie es aber auch nicht, ihm ihre Gefühle zu gestehen, und versucht in einem Trainingsduell, ihre Wut an Ichika auszulassen. Auch sie zeigt sich außergewöhnlich begabt und ist auf Nah- und Mitteldistanzangriffe spezialisiert. Insbesondere ihre Mitteldistanzwaffen bieten ihr allseitigen Schutz, weshalb Ichika vergeblich versucht, an sie näher heranzukommen. Jedoch wird der Kampf durch ein unbekanntes IS-Modell unterbrochen, das über keinen Piloten verfügt. Dies galt bis dahin als ausgeschlossen. Dies aber während des Kampfes erkennend, können sie auch die Fähigkeiten einsetzen, die gegen menschliche Feinde verboten wären. Entsprechend gelingt es ihnen den Angreifer außer Gefecht zu setzen.
Der Harem von Ichika vergrößert sich aber in schneller Abfolge aber noch weiter. Mit der Französin Charlotte Dunois (シャルロット デュノア, Sharurotto Dunoa) kommt ein weiteres Mädchen hinzu. Sie gibt sich jedoch als Charles, als Mann, zu erkennen und wird entsprechend, wie er selbst, von den weiblichen Schülerinnen umworben. Dabei muss Hōki nun auch das Zimmer räumen, in dem nun ‘Charles’ sich aufhalten soll. Ihr gelingt es dabei jedoch ihre Identität selbst vor ihm zu verbergen. Jedoch kommt Ichika das Verhalten von Charlotte seltsam vor, da sie sich insbesondere in der Umkleide sehr merkwürdig verhält. Ebenso zieht sie sich zum Duschen in die gemeinsame Wohnung zurück. Dies wird ihr aber schnell zum Verhängnis, als Ichika unbedacht ebenfalls den Duschraum betritt und die nackten Tatsachen vor ihm stehen. Dadurch schockiert erzählt ihm Charlotte den wahren Grund, warum sie sich als Junge ausgegeben habe. Sie selbst ist nämlich die Tochter des französischen IS-Herstellers. Das Unternehmen sei jedoch in einer Krise, da die Entwicklung der dritten Generation der IS nicht regulär voranschreite. Um die Fördermittel nicht zu verlieren, hatte man sich kurzerhand entschlossen für Aufregung zu sorgen, indem man einen weiteren Jungen gefunden habe, der einen IS steuern könne. Nachdem Ichika über die wahren Hintergründe informiert wurde, entschließt er sich, Stillschweigen zu bewahren, und kümmert sich um seine neue Mitbewohnerin, die sich nur allzu gerne als schwach präsentiert und von Ichika z. B. füttern lässt.

## Entstehung und Veröffentlichungen
Die Light-Novel-Reihe wird von Izuru Yumizuru geschrieben. Die erste Ausgabe erschien am 25. Mai 2009 bei Media Factory unter dem Imprint MF Bunko J und mit den Illustrationen von Okiura. Vor Veröffentlichung des achten Bandes kam es zum Zerwürfnis mit dem Verlag, in dessen Verlauf Yumizuru zum 2012 von ehemaligen Angestellten von Media Factory gegründeten Verlag Overlap ging. Dieser veröffentlichte am 25. April 2013 dann den achten Band, sowie in Einmonatsabständen Neuauflagen der früheren Bände, wobei jedoch Okiura und dessen Illustrationen durch Zeichnungen des Illustrators Choco ersetzt wurden.
Bisher (Stand: Juli 2015) wurden davon zehn Einzelbände veröffentlicht.
Media Factory:
- Bd. 1: ISBN 978-4-8401-2788-2, 25. Mai 2009
- Bd. 2: ISBN 978-4-8401-2870-4, 25. August 2009
- Bd. 3: ISBN 978-4-8401-3086-8, 25. Dezember 2009
- Bd. 4: ISBN 978-4-8401-3179-7, 25. März 2010
- Bd. 5: ISBN 978-4-8401-3428-6, 25. Juni 2010
- Bd. 6: ISBN 978-4-8401-3516-0, 24. Dezember 2010
- Bd. 7: ISBN 978-4-8401-3856-7, 8. April 2011

Overlap:
- Bd. 1: ISBN 978-4-906866-05-2, 25. April 2013
- Bd. 2: ISBN 978-4-906866-06-9, 25. April 2013
- Bd. 3: ISBN 978-4-906866-07-6, 25. Mai 2013
- Bd. 4: ISBN 978-4-906866-08-3, 25. Juni 2013
- Bd. 5: ISBN 978-4-906866-09-0, 25. Juli 2013
- Bd. 6: ISBN 978-4-906866-10-6, 25. August 2013
- Bd. 7: ISBN 978-4-906866-11-3, 25. September 2013
- Bd. 8: ISBN 978-4-906866-12-0 (normale Fassung), ISBN 978-4-906866-04-5 (limitierte Fassung mit DVD), 25. April 2013
- Bd. 9: ISBN 978-4-906866-36-6, 24. April 2014
- Bd. 10: ISBN 978-4865540-46-8, 23. Juli 2015

Von November 2012 bis November 2013 wurden 360.000 Exemplare verkauft, wodurch sie Platz 13 der meistverkauften Light-Novel-Reihen des Jahres erreichte.
Seit 9. November 2010 wurde die Reihe auch im traditionellen Chinesisch von Sharp Point Press veröffentlicht. Jedoch wurde die Veröffentlichung ausgesetzt, da die Verträge für die Veröffentlichung ohne die Zusage des Autors Yumizuru mit Media Factory ausgehandelt wurden und er ankündigte im Falle einer weiteren Veröffentlichung rechtliche Schritte einzuleiten.

## Adaptionen

### Manga
Aufbauend auf der Handlung der Romanreihe zeichnete Kenji Akahoshi den gleichnamigen Manga IS der von Ausgabe 7/2010 (27. Mai 2010) bis 9/2012 (27. Juli 2012) im Magazin Gekkan Comic Alive erschien. Die Kapitel wurden in fünf Tankōbon-Sammelbänden zusammengefasst:
- Bd. 1: ISBN 978-4-8401-3717-1, 22. Dezember 2010
- Bd. 2: ISBN 978-4-8401-3772-0, 23. März 2011
- Bd. 3: ISBN 978-4-8401-4043-0, 22. September 2011
- Bd. 4: ISBN 978-4-8401-4401-8, 23. Januar 2012
- Bd. 5: ISBN 978-4-8401-4722-4, 21. September 2012

Takuto Kon (今拓人) zeichnete einen parodistischen Gag-Manga namens Ai Esu! (あいえすっ!), der ebenfalls in der Gekkan Comic Alive erschien, von den Ausgaben 2/2011 (27. Dezember 2010) bis 10/2012 (27. August 2012). Die Kapitel wurden in zwei Sammelbänden zusammengefasst:
- Bd. 1: ISBN 978-4-8401-4044-7, 22. September 2011
- Bd. 2: ISBN 978-4-8401-4723-1, 21. September 2012

Am 22. September 2011 erschien mit dem IS (Infinite Stratos) Kōshiki Anthology Comic (IS<インフィニット・ストラトス> 公式アンソロジーコミック) eine Sammlung von Kurzgeschichten diverser Manga-Zeichner.
Am 25. Juni 2013 startete auf Overlaps Website der Spinoff-Manga IS Sugar & Honey (IS シュガー&ハニー, IS Shugā & Hanī), der sich auf die Figur Charlotte Dunois konzentriert. Gezeichnet wird dieser von Takako Hitsuji, der zuvor mehrere Dōjinshi zu Infinite Stratos zeichnete.

### Anime
Ebenfalls auf der Light Novel aufbauend produzierte das Studio Eight Bit eine gleichnamige Anime-Fernsehserie unter der Regie von Yasuhito Kikuchi, der zuvor an der Regie der erfolgreichen Serie Macross Frontier beteiligt war. Die Serie ist damit zugleich die erste Serie die das Studio, was zuvor meist andere Studios unterstützte, selbstständig produzierte. Das Design der Charaktere basiert auf den Zeichnungen der Vorlage und wurde vom Leiter der Animation Takeyasu Kurashima übernommen und an die Gegebenheiten einer Serie angepasst. Das Design der Kampfeinheiten übernahm Takeshi Takakura. Für das Skript war Fumihiko Shimo zuständig, der auch die Drehbücher für die Folgen 1 bis 6, 9 und 12 schrieb, während die restlichen von Chinatsu Hōjō (Folgen 7 und 10) und Atsuhiro Tomioka (Folgen 8 und 11) stammen.
Erstmals angekündigt wurde die Serie am 21. Juni 2010, worauf am 8. August die offizielle Website online gestellt wurde. Die Erstausstrahlung der Serie begann in der Nacht des 7. Januar 2011 (und damit am vorherigen Fernsehtag) auf TBS. Die zwölfte und letzte Folge wurde erstmals am 1. April 2011 gezeigt. Etwa ein bis zwei Wochen später begannen ebenfalls die Sender CBC, Sun TV, KBS und BS-TBS mit der Ausstrahlung.
Ab dem 30. März 2011 wurde die Serie auf DVD und BluRay veröffentlicht. Dabei wurde der ursprüngliche Termin des ersten Volumes wegen des Tōhoku-Erdbebens um eine Woche nach hinten verschoben.
Am 7. Dezember 2011 erschien die OVA IS (Infinite Stratos) Encore: Koi ni Kogareru Rokujūsō (IS〈インフィニット・ストラトス〉アンコール 恋に焦がれる六重奏). Eine Blu-ray-Box mit allen 13 Folgen wurde am 28. August 2013 veröffentlicht.
Vom 4. Oktober bis 20. Dezember 2013 nach Mitternacht wurde die 12-teilige Fortsetzung IS (Infinite Stratos) 2 auf TBS erstausgestrahlt, gefolgt von Sun TV, CBC, KBS und BS-TBS. Im Bezug zur ersten Serie wurde der Stab verändert, so kam neben Yasuhito Kikuchi als Regisseur (kantoku) Susumu Tosaka als series director hinzu, das Character Design und die Animationsleitung wechselten zu Kumi Horii und das Serienskript wurde vom Originalautor Izuru Yumizuru unterstützt vom Stab übernommen.
Die Veröffentlichung der Blu-rays und DVDs begann am 30. Oktober 2013, wobei auf der ersten Blu-ray/DVD eine Extrafolge IS (Infinite Stratos) 2: Long Vacation Edition (IS<インフィニット・ストラトス> 2 ロング・バケーション EDITION) enthalten war.

#### Synchronisation
| Rolle               | japanischer Sprecher (Seiyū) |
| ------------------- | ---------------------------- |
| Ichika Orimura      | Kōki Uchiyama                |
| Hōki Shinonono      | Yōko Hikasa                  |
| Cecilia Alcott      | Yukana                       |
| Huang Lingyin       | Asami Shimoda                |
| Charlotte Dunois    | Kana Hanazawa                |
| Laura Bodewig       | Marina Inoue                 |
| Chifuyu Orimura     | Megumi Toyoguchi             |
| Maya Yamada         | Noriko Shitaya               |
| Tabane Shinonono    | Yukari Tamura                |
| Dan Gotanda         | Makoto Yasumura              |
| Ran Gotanda         | Noriko Obato                 |
| Tatenashi Sarashiki | Chiwa Saitō                  |
| Kanzashi Sarashiki  | Suzuko Mimori                |

#### Musik
Die begleitende Musik der Serie wurde von Hikaru Nanase (Masumi Itō) komponiert und arrangiert.
Als Titellied wurde für die erste Serie  Straight Jet, gesungen von Minami Kuribayashi aufgenommen. Die vollständig Fassung des Titels wurde am 26. Januar 2011 als Single veröffentlicht und erreichte Platz 16 der Oricon-Charts. Im Abspann wurde der Titel Super∞Stream verwendet, der in Folge 1 von „Hōki Sinonono“ gesungen wurde, in Folge 2 und 3 von „Hōki Sinonono und Cecilia Alcott“, in Folge 4 und 5 von „Hōki Sinonono, Cecilia Alcott und Huang Lingyin“, in Folge 6 und 7 kam „Charlotte Dunois“ hinzu und ab Folge 8 schließlich noch „Laura Bodewig“. Die am 16. Februar 2011 veröffentlichte Single erreichte Platz 10 der Charts.
Für die zweite Serie wurde im Vorspann True Blue Traveler von Minami Kuribayashi verwendet, deren Single am 6. November 2013 auf Platz 18 der Charts einstieg. Im Abspann kam wiederum Beautiful Sky zum Einsatz, das in den ersten acht Folgen von den beim vorigen Abspann genannten fünf Rollen gesungen wurde, wobei bei den Folgen 9 bis 11 noch „Kanzashi Sarashiki“ hinzukam und für die letzte Folge zusätzlich noch „Tatenashi Sarashiki“. Die Single dazu wurde am 20. November 2013 veröffentlicht und erreichte Platz 23 der Charts.
Die Singles erschienen beim Label Lantis.